# 稲里町 (長野市)

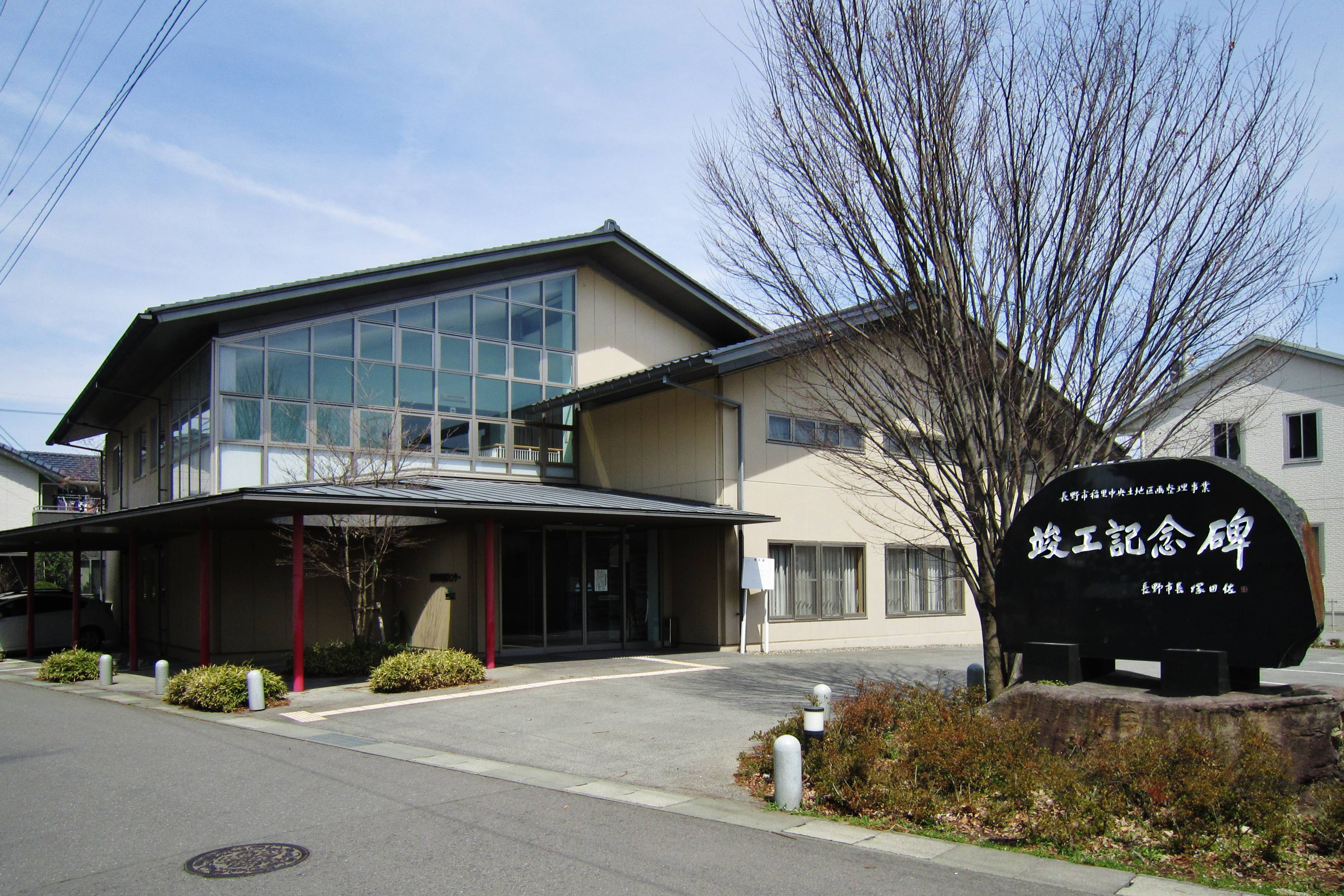
稲里中央地区センター（稲里町中央1）
長野市稲里中央土地区画整理事業竣工記念碑が建つ。

稲里町（いなさとまち）は、長野県長野市の中央部にある地域。
1. 【最狭義】稲里一丁目の範囲。
2. 【狭義】1.に、「稲里町」を冠する稲里町中氷鉋・稲里町下氷鉋・稲里町田牧・稲里町中央一〜四丁目を加えた範囲。
3. 【広義】2.に、下氷鉋一丁目・広田を加えた範囲。1889年（明治22年）4月時点の更級郡稲里村域に相当。本項で解説

全域が長野市役所更北支所の管内である。
地域の面積は4.18km2。地域内の人口および世帯数は、4,834世帯 12,590人（平成27年1月1日現在）。これらは三本柳東三丁目を含む値である。
本項では、かつて概ね同区域に所在した更級郡稲里村（いなさとむら）についても述べる。

## 概要
地域の北西を長野県道77号長野上田線（旧国道18号）が南北に走り、中央部に国道19号長野南バイパスが東西に走る。南部には国道18号篠ノ井バイパスが通過する。周囲は以下の地区と接する。
以前は地域の大半が、農地の中に集落や小規模な住宅地が点在する地区であり、商業地は旧18号の沿道に見られる程度であった。しかし長野南バイパスの開通とそれに伴う稲里中央土地区画整理事業によって、市内随一の郊外ショッピングタウンが出現した。
地名は、1889年（明治22年）に前身3ヶ村が合併した際、「稲が豊かに実る里」という願いを込めて名付けられたものだという。

### 沿革
旧稲里村の歴史
- 中世 - この地に氷鉋郷が置かれた
- 1561年（永禄4年）9月 - 中氷鉋村の庄屋・青木次左衛門が周辺の各村を代表し、川中島の戦いの戦火が及ばぬよう上杉・武田両軍に申し入れ。願い通り、中氷鉋村の青木の屋敷より西には一兵の侵入もなかったという[3]
- 江戸時代 - 前身の中氷鉋村は上田藩領であった

・下氷鉋村・生駒村・藤牧村・広田村は松代藩領であった
- 1872年（明治5年） - 下氷鉋村・広田村・藤牧村・上小島田村・青木島村の5ヶ村共同で、作新学校（長野市立下氷鉋小学校の前身）が下氷鉋村善導寺に開校
- 1875年（明治8年） - 更級郡生駒村・藤牧村・広田村が合併。田牧村となる
- 1876年（明治9年）3月 - 更級郡中氷鉋村・下氷鉋村が合併。氷鉋村となる
- 1880年（明治13年）8月25日 - 更級郡氷鉋村、再び中氷鉋村・下氷鉋村に分立
- 1889年（明治22年）4月1日 - 市町村制施行。更級郡中氷鉋村・下氷鉋村・田牧村が合併。稲里村となる
- 1948年（昭和23年）5月10日 - 稲里村下氷鉋に、長野県更級農業高等学校下氷鉋分校が開校。のち、1970年（昭和45年）に閉校
- 1955年（昭和30年）1月1日 - 更級郡稲里村、同郡小島田村・青木島村・真島村と合併。更北村となる
- 1966年（昭和41年）10月16日 - 更級郡更北村、（旧）長野市・篠ノ井市・更級郡川中島町・同郡信更村・上水内郡七二会村・埴科郡松代町・上高井郡若穂町と合併。（新）長野市となる（第2次昭和の大合併）。旧中氷鉋村域は稲里町中氷鉋、旧下氷鉋村域は稲里町下氷鉋、旧田牧村域は稲里町田牧となる

長野市稲里町の歴史
- 1975年（昭和50年）3月9日 - 町名整理。稲里町中氷鉋の一部を分け、稲里一丁目が発足
- 1983年（昭和58年）4月1日 - 稲里町田牧に、長野県長野南高等学校が開校
- 1987年（昭和62年）1月23日 - 町名整理。稲里町下氷鉋の一部を分け、下氷鉋一丁目が発足
- 時期不明 - 神明広田土地区画整理事業が始まる。現在の神明・広田にかけて
- 1992年度（平成4年度） - 稲里中央土地区画整理事業が始まる。現在の稲里町中央一〜四丁目、62.8ha
- 1992年（平成4年）11月6日 - 町名整理。稲里町田牧・篠ノ井西寺尾・小島田町の各一部を分け、広田・神明が発足
- 1995年（平成7年）4月1日 - 稲里町田牧に、長野市立広徳中学校が新設開校
- 1997年（平成9年）12月20日 - 国道19号長野南バイパスが開通。地域の中央部を横断する
- 2000年（平成12年）11月20日 - 住居表示施行。稲里町中氷鉋・稲里町下氷鉋・稲里町田牧・川中島町上氷鉋の各一部が、稲里町中央一〜四丁目となる
- 2001年（平成13年） - 稲里中央土地区画整理事業が完了
- 2005年度（平成17年度） - 中氷鉋土地区画整理事業が始まる。稲里町中氷鉋、10.3ha
- 2011年（平成23年）11月6日 - 青木島町大塚に篠ノ井消防署更北分署が開署したため、氷鉋分署（稲里町中氷鉋）が閉署

## 稲里
稲里（いなさと）は、稲里地域北西部にある地区。稲里一丁目がある（住居表示未実施）。郵便番号は、381-2243。
地区の南東端を長野県道77号長野上田線（旧国道18号）が通過する。周囲は以下の大字・町丁と接する。
地区内はほぼ全域が区画整理された住宅地で、旧18号沿いに店舗が軒を連ねる。
地区内の人口および世帯数は、498世帯 1,293人（平成27年1月1日現在）。

### 交通
長野県道77号長野上田線を走る、アルピコ交通（川中島バス）・長野市循環型乗合タクシーの以下の路線系統が利用できる。
- アルピコ交通（川中島バス）
  - 32 市役所前 - 長野駅 - 篠ノ井駅
  - 35 長野駅 - 稲里循環
- 長野市循環型乗合タクシー
  - W 若里・更北線

### 施設

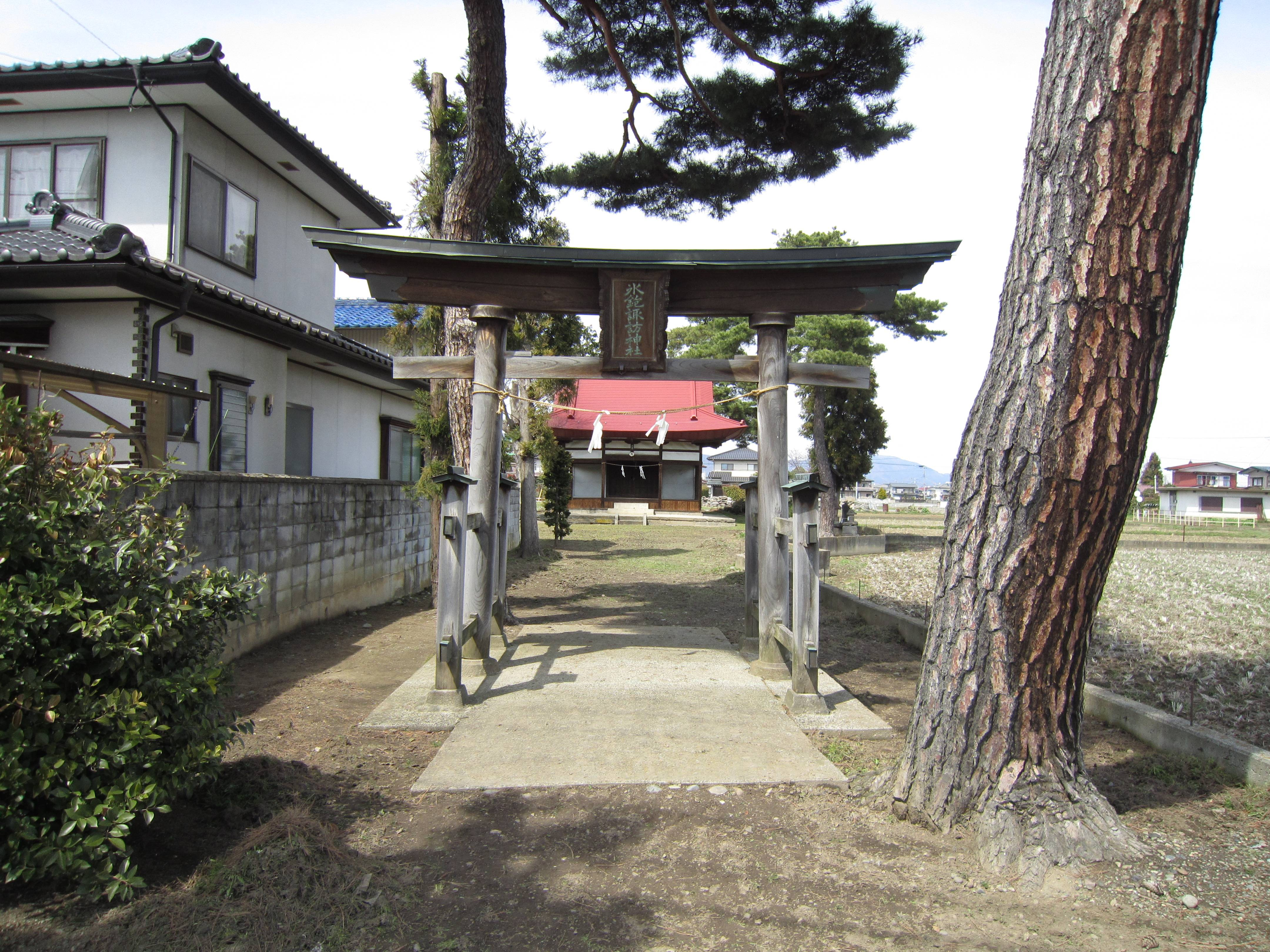
氷鉋諏訪神社

- ワークマン長野川中島店
- カメラのキタムラ川中島店
- ガスト長野稲里店
- 長野県労働金庫 本店営業部稲里出張所
- パリミキ 長野南店
- 八十二銀行 川中島支店

## 稲里町下氷鉋
稲里町下氷鉋（いなさとまち しもひがの）は、稲里地域中央部の地区。郵便番号は、381-2211。
地区中央部を長野県道35号長野真田線が縦断し、地区の北東部を国道117号が屈曲して通過している。周囲は以下の大字・町丁と接する。
稲里地域の他地区と比べて（下氷鉋一丁目を分けた後の現在残る稲里町下氷鉋の区域では）区画整理などは進んでおらず、農村集落の風景が残る。しかし、2008年（平成20年）に4車線化された県道35号沿いには大規模スーパーセンター「綿半スーパーセンター稲里店」が2010年（平成22年）に出店するなど、地区の風景は近年急速に変化している。
「氷鉋（ひがの）」という地名は難読であるが、当地にある式内社比定社の氷鉋斗賣神社の神名に由来するといい、『和名類聚抄』にも氷鉋郷の名が見える。なお、氷鉋斗賣神社の「斗賣（とめ）」の部分は、近隣の川中島町御厨に「戸部」として字名が残る。
地区内の人口および世帯数は、782世帯 1,778人（平成27年1月1日現在）。これは下氷鉋一丁目も含む値である。

### 交通
地区内の長野県道35号長野真田線を走る、アルピコ交通（川中島バス）・トラビスジャパン・昌栄高速運輸の以下の路線系統が利用できる。なお、高速バスは下氷鉋停留所のみ停車する。
- アルピコ交通（川中島バス）
  - 高速 長野 - 新宿線
  - 30 長野駅 - 松代
  - 37 長野駅 - さいなみ団地
- トラビスジャパン
  - 高速 須坂・長野・千曲 - 新宿線
- 昌栄高速運輸
  - どっとこむライナー 須坂・長野 - 新宿線

### 施設
- 長野市立下氷鉋小学校
- 終南山善導寺
- 綿半スーパーセンター 稲里店
- 長野日本無線 本社・工場
- 長野県信用組合 更北支店
- 氷鉋斗賣神社 - 式内社比定社
- 氷鉋諏訪神社

- 氷鉋諏訪神社

## 稲里町田牧
稲里町田牧（いなさとまち たまき）は、稲里地域南部の地区。郵便番号は、381-2214。
地区の南部を国道18号篠ノ井バイパスが通過する。周囲は以下の大字・町丁と接する。
地区内には農地の中に住宅地が点在する。
地区内の人口および世帯数は、798世帯 2,301人（平成27年1月1日現在）。

### 交通

#### 路線バス
地区内を走るアルピコ交通（川中島バス）の以下の路線系統が利用できる。
- アルピコ交通（川中島バス）
  - 37 長野駅 - さいなみ団地

### 施設
- 長野県長野南高等学校
- 長野通運 本社
- 日本赤十字社 長野県赤十字血液センター
- 長野市立広徳中学校

## 稲里町中央
稲里町中央（いなさとまち ちゅうおう）は、稲里地域西部の地区。稲里町中央一・二・三・四丁目がある。郵便番号は、381-2217。
地区中央部を国道19号長野南バイパスが東西に走り、一・四丁目と二・三丁目との境を為す。周囲は以下の大字・町丁と接する。
稲里中央土地区画整理事業によって新たに生まれた街であり、スーパーマーケット・電器店・ファッション・家具など多種多様な店舗が長野南バイパス周辺に密集している、長野市でも有数のショッピングタウンである。
地区内の人口および世帯数は、以下の通り（平成27年1月1日現在）。
|                  | 世帯数    | 人口    |
| ---------------- | --------- | ------- |
| 稲里町中央一丁目 | 235世帯   | 597人   |
| 稲里町中央二丁目 | 235世帯   | 599人   |
| 稲里町中央三丁目 | 536世帯   | 1,453人 |
| 稲里町中央四丁目 | 179世帯   | 433人   |
|                  |           |         |
| 計               | 1,185世帯 | 3,082人 |

### 交通
地区内を走るアルピコ交通（川中島バス）の以下の路線系統が利用できる。
- アルピコ交通（川中島バス）
  - 32 市役所前 - 長野駅 - 篠ノ井駅
  - 35 長野駅 - 稲里循環

### 施設

#### 稲里町中央一丁目

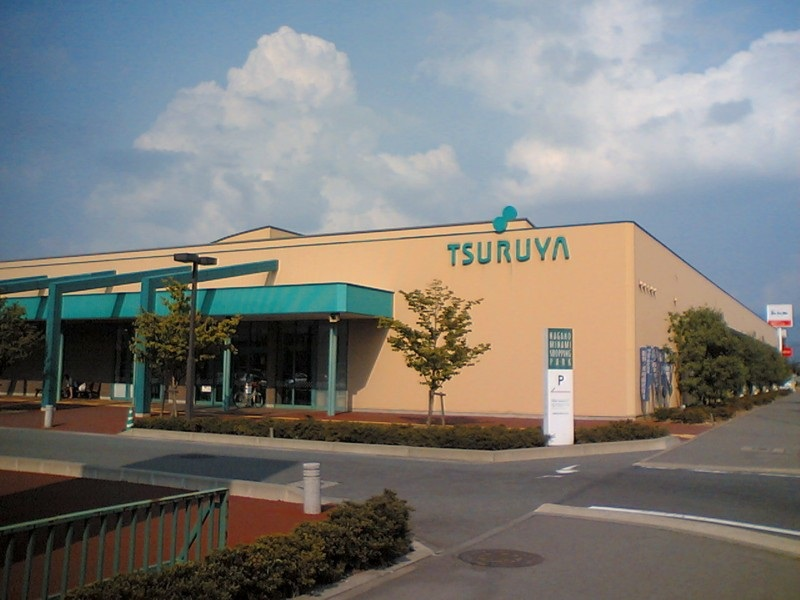
ツルヤ長野南店

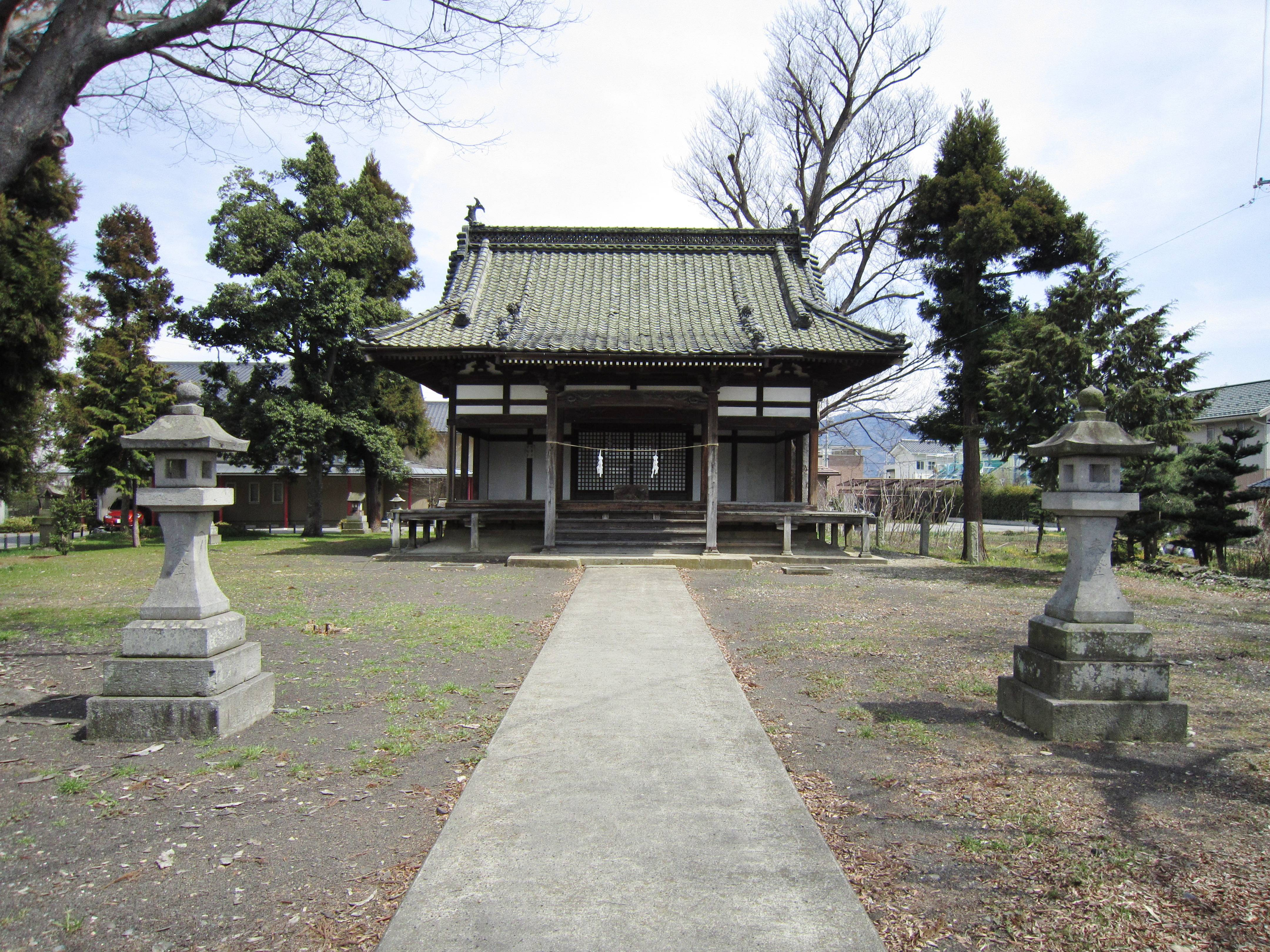
氷鉋神社

- 稲里中央地区センター
- タイヤガーデン ピットイン川中島店
- シャトレーゼ 長野稲里店
- 長野南ファッションモール
  - ファッションセンターしまむら 長野南店
  - シャンブル 長野南店
- 長野南ファミリー薬局
- 長野南ショッピングパーク
  - ツルヤ 長野南店
    - ツルヤ北信営業分室

  - ドラッグソウマ
- タイヤ館 長野南バイパス店
- バーミヤン 長野稲里店
- 氷鉋神社

- 氷鉋神社

#### 稲里町中央二丁目
- いなさと公園
- 蔦屋書店 長野川中島店
- アメリカ屋 長野店
- PC DEPOT 長野店
- アメリカンドラッグ 南長野店

#### 稲里町中央三丁目

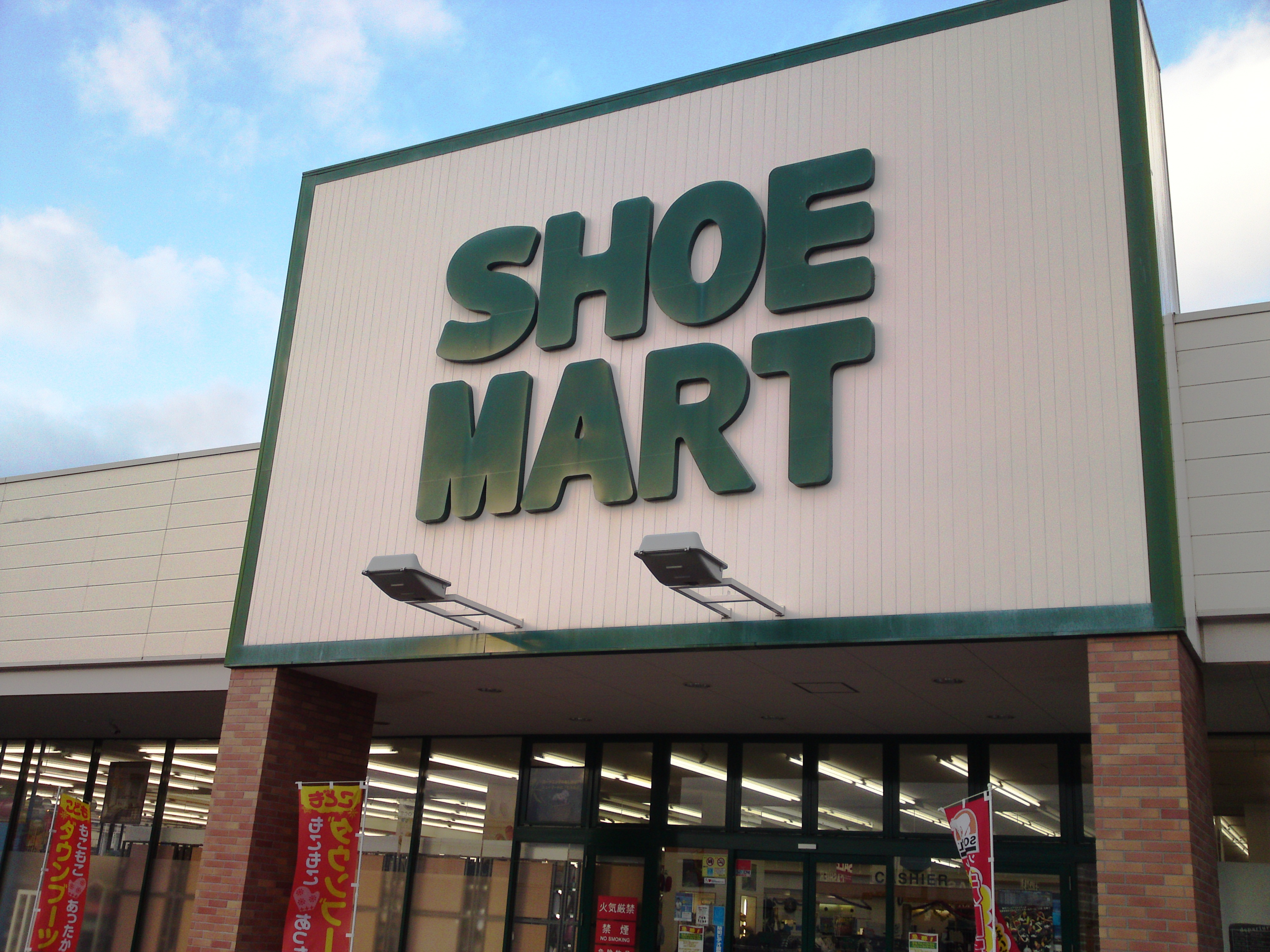
シューマート長野稲里店

- ヤマダデンキ テックランド長野南店
- 上州屋 長野川中島店
- Honda Cars 松代 川中島店
- ニトリ 長野南店
- 弐萬圓堂 南バイパス店
- コープながの 長野稲里店
- 洋服の青山 長野川中島店
- シューマート 長野稲里店

#### 稲里町中央四丁目
- 新生堂 南長野店
- アメリィ 南長野店
- ABCマート 長野稲里店
- 西友 南長野店
- ジャパンレンタカー 長野店
- AOKI 長野南バイパス店
- イナサト象山屋薬局
- 西松屋 長野稲里店
- ジャガー長野
- 東京インテリア家具 長野店
- g.u. 長野南バイパス店
- 眼鏡市場 長野南バイパス店

## 稲里町中氷鉋
稲里町中氷鉋（いなさとまち なかひがの）は、稲里地域北西部の地区。郵便番号は、381-2215。
地区の中央部を長野県道77号長野上田線（旧国道18号）が南北に走る。周囲は以下の大字・町丁と接する。
主に旧18号沿いに店舗や企業が軒を連ねる。地区西部では中氷鉋土地区画整理事業が進められている。
「氷鉋」という地名の由来は、#稲里町下氷鉋を参照。
地区内の人口および世帯数は、1,264世帯 3,284人（平成27年1月1日現在）。

### 交通
長野県道77号長野上田線（旧国道18号）を走る、アルピコ交通（川中島バス）の以下の路線系統が利用できる。
- アルピコ交通（川中島バス）
  - 32 市役所前 - 長野駅 - 篠ノ井駅
  - 35 長野駅 - 稲里循環

### 施設
- イチビキ 長野営業所
- いすゞ自動車中部 長野本社
- 北信ヤクルト販売 本社
- ボルボ・カーズ長野
- 長野市氷鉋老人福祉センター
- フィアット・アルファロメオ信州
- ビッグボーイ 川中島店
- シューマート 本社
- タカラスタンダード 長野ショールーム
- 竹中製作所 長野工場
- イエローハット 川中島店

## 下氷鉋
下氷鉋（しもひがの）は、稲里地域北部の地区。下氷鉋一丁目がある（住居表示未実施）。郵便番号は、381-2216。
地区の東端を国道117号、北西端を長野県道77号長野上田線（旧国道18号）が通過する。周囲は以下の大字・町丁と接する。
国道117号・県道77号・県道380号の3本の幹線道路に囲まれた、区画の整理が為された住宅地である。
地区内の人口は、下氷鉋一丁目のみを計数した資料がなく、稲里町下氷鉋に含まれる。

### 施設
- 松代タクシー整備工場
- 下氷鉋第一公園
- 森永乳業長野営業所

## 広田
広田（ひろた）は、稲里地域南部の地区。郵便番号は、381-2213。
地区の北端を国道18号篠ノ井バイパスが通過する。周囲は以下の大字・町丁と接する。
神明広田土地区画整理事業によって新たに生まれた住宅地である。
地区内の人口および世帯数は、203世帯 537人（平成27年1月1日現在）。

### 施設
- 西友 稲里店
- スーパー銭湯 広徳の湯
- 伊藤園 長野支店
- 長野スチロパール 本社・工場